# Men in White
 Men in White és una pel·lícula estatunidenca dirigida per Richard Boleslawski, estrenada el 1934 i protagonitzada per Clark Gable i Myrna Loy. A causa del suggerit il·lícit idil·li i el suggerit avortament a la pel·lícula, va ser tallada freqüentment. La Legió de Decència va marcar-la com inadequada per a exhibició pública.

## Argument
Les aventures d'un metge popular i amb talent, George Ferguson, que, en paral·lel, té dificultats amb la seva promesa, Laura Hudson, molesta de veure'l passar més temps en una sala d'operació que al seu costat. Coneix una jove infermera amb qui té una relació.

## Repartiment
- Clark Gable: Dr. George Ferguson
- Myrna Loy: Laura Hudson
- Jean Hersholt: Dr. 'Hockie' Hochberg
- Elizabeth Allan: Barbara Denham
- Otto Kruger: Dr. Levine
- C. Henry Gordon: Dr. Cunningham
- Russell Hardie: Dr. 'Mike' Michaelson
- Wallace Ford: Shorty
- Henry B. Walthall: Dr. McCabe
- Russell Hopton: Dr. Pete Bradley
- Samuel S. Hinds: Dr. Gordon
- Frank Puglia: Dr. Vitale
- Leo Chalzel: Dr. Wren
- Donald Douglas: Mac
- Eulalie Jensen: infermera

## Al voltant de la pel·lícula
- La pel·lícula evoca subtilment l'avortament, que era un assumpte prohibit en aquella època.
- Franchot Tone va estar preseleccionat pel paper de George Fergusson. Lionel Barrymore igualment[1]
- Clark Gable desitjava Myrna Loy. Un vespre, al marge del rodatge, Ell i la seva dona, Ria, van acompanyar l'actriu a casa seva, amb cotxe, després d'una vesprada. Aprofitant un moment en què es trobava sol amb ella, va intentar abraçar-la mentre que Ria era a prop. Myrna Loy el va empènyer instintivament sobre un matoll. Des d'aquell moment, els dos actors faran d'amistat però Clark Gable va quedar frustrat per aquest fracàs.[2]